# Álex Sola
Alejandro "Álex" Sola, né le 9 juin 1999 à Saint-Sébastien en Espagne, est un footballeur espagnol qui évolue au poste d'arrière droit ou d'ailier droit au Getafe CF.

## Biographie

### En club
Né à Saint-Sébastien en Espagne, Álex Sola est formé par le principal club de sa ville natale, la Real Sociedad.
Il joue son premier match en équipe première le 16 février 2019, lors d'une rencontre de Liga face au CD Leganés. Il est titularisé et son équipe s'impose par trois buts à zéro,.
Le 14 août 2019, Álex Sola est prêté pour une saison au CD Numancia.
Il joue son premier match pour Numancia le 18 août 2019, lors de la première journée de la saison 2019-2020 de deuxième division espagnole face à l'AD Alcorcón. Il entre en jeu et son équipe s'incline par un but à zéro. Sola est titularisé pendant une grande partie de la saison mais il se blesse à la fin de celle-ci, victime d'une rupture des ligaments croisés qui le tient éloigné des terrains pour six mois. Il ne peut ainsi pas aider son équipe dans sa lutte pour le maintien, le CD Numancia est relégué à l'issue de cette saison. Sola retourne alors à la Real Sociedad à la fin de son prêt où il entame sa rééducation.
Après une saison 2020-2021 quasiment vierge, il reprend avec l'équipe B de la Real Sociedad mais il se blesse de nouveau au même genou, pour une même blessure le 14 août 2021, lors d'un match de championnat face au CD Leganés remporté par son équipe (1-0 score final). Il est donc de nouveau écarté des terrains pour une longue période.
Il fait son retour en compétition officielle le 30 janvier 2022, en entrant en jeu lors d'un match de l'équipe B face à l'UD Las Palmas (0-0 score final). Il s'impose alors comme un joueur important de l'équipe entraînée alors par Xabi Alonso et est récompensé en prolongeant son contrat avec la Real Sociedad le 12 mai 2022, étant alors lié au club jusqu'en juin 2026.
Sola est ensuite promu en équipe première lors de l'été 2022.
Avec le retour de Álvaro Odriozola à la Real Sociedad, Álex Sola voit ses perspectives de temps de jeu se réduire, il est alors prêté le 1er septembre 2023 au Deportivo Alavés, pour une saison.

### En sélection
Álex Sola représente l'équipe d'Espagne des moins de 17 ans. Avec cette sélection, il participe au championnat d'Europe des moins de 17 ans en 2016. Lors de cette compétition organisée en Azerbaïdjan, il joue un seul match. Les espagnols se hissent jusqu'en finale, où ils sont battus par le Portugal après une séance de tirs au but. Il ne joue qu'un seul match avec cette sélection.